# Ерік Вільямс (баскетболіст, 1972)
Ерік Вільямс (англ. Eric C. Williams, нар. 17 липня 1972, Ньюарк, Нью-Джерсі, США) — американський професіональний баскетболіст, що грав на позиціях легкого форварда і атакувального захисника за низку команд НБА.

## Ігрова кар'єра
На університетському рівні грав за команду Провіденс (1993–1995).
1995 року був обраний у першому раунді драфту НБА під загальним 14-м номером командою «Бостон Селтікс». Професійну кар'єру розпочав 1995 року виступами за тих же «Бостон Селтікс», захищав кольори команди з Бостона протягом наступних 2 сезонів.
З 1997 по 1999 рік грав у складі «Денвер Наггетс».
1999 року повернувся до «Бостон Селтікс», у складі якої провів наступні 4 сезони своєї кар'єри.
Наступною командою в кар'єрі гравця була «Клівленд Кавальєрс», куди він разом з Тоні Батті та Кедріком Брауном був обміняний на Рікі Девіса, Кріса Міма, Майкла Стюарта та драфт-пік другого раунду.
Перед початком сезону 2004-2005 підписав контракт з «Нью-Джерсі Нетс», але того ж сезону був обміняний до «Торонто Репторз», у складі якої провів наступні 2 сезони своєї кар'єри.
Наступною командою в кар'єрі гравця була «Сан-Антоніо Сперс», куди він разом з Меттом Боннером перейшов в обмін на Радослава Нестеровича.
Останньою ж командою в кар'єрі гравця стала «Шарлотт Бобкетс», до складу якої він приєднався 2007 року і де провів один місяць.